# Arturo Maffei

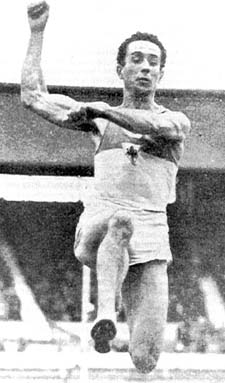
Arturo Maffei

Arturo Maffei (* 9. November 1909 in Viareggio; † 17. August 2006 in Torre del Lago) war ein italienischer Weitspringer.
Bei den Europameisterschaften 1934 in Turin wurde er mit 7,12 m Fünfter und lag 13 Zentimeter hinter der Weite von Luz Long zurück, der die Bronzemedaille gewann.
Das Weitsprungfinale bei den Olympischen Spielen 1936 in Berlin ging durch den Zweikampf zwischen Jesse Owens und Luz Long in die Leichtathletikgeschichte ein. Dahinter kämpften mit Naoto Tajima, Wilhelm Leichum und Maffei drei Springer um Bronze, die am Ende nur einen Zentimeter auseinanderlagen. Tajima gewann mit 7,74 m Bronze vor Leichum und Maffei, die beide auf Platz 4 geführt werden. Während des Wettkampfs herrschte ein Rückenwind von über drei Metern pro Sekunde. Trotzdem wurde Maffeis Weite als italienischer Rekord anerkannt. Dieser Rekord wurde erst 1968 mit 7,91 m von Giuseppe Gentile übertroffen.
1938 lagen bei den Europameisterschaften in Paris die besten drei Springer neun Zentimeter auseinander, hatten aber auf die Konkurrenz rund 30 Zentimeter Vorsprung. Es siegte der Titelverteidiger Leichum mit 7,65 m vor Maffei mit 7,61 m und Long mit 7,56 Meter.
Maffei gewann 1930 seinen ersten italienischen Meistertitel, 1932 wiederholte er den Titelgewinn und von 1935 bis 1940 siegte er sechsmal in Folge. Dreimal verbesserte er den italienischen Rekord mit 7,42 m, 7,50 m und den windunterstützten 7,73 m von Berlin. Am 12. September 1937 gelang ihm in Colombes mit 7,63 m sein weitester Sprung unter regulären Bedingungen.
Maffei startete während seiner Karriere für Giglio Rosso Florenz. Nach seiner Karriere gehörte er zum Trainerstab des Fußballvereins AC Florenz und war dabei, als dieser 1956 erstmals italienischer Fußballmeister wurde.